# Machaerina preissii
Machaerina preissii là loài thực vật có hoa trong họ Cói. Loài này được (Nees) L.A.S.Johnson & Koyama mô tả khoa học đầu tiên năm 1961.